# Kellavere mägi
Kellavere mägi je druhý nejvyšší vrchol Pandiverské vysočiny. Leží poblíž vesnice Kellavere na území obce Vinni v estonském kraji Lääne-Virumaa. Vrchol  má nadmořskou výšku 156 m.